# Martin Hieronymus Schrötteringk
Martin Hieronymus Schrötteringk (* 1. März 1768 in Hamburg; † 19. August 1835 ebenda) war ein deutscher Jurist, Ratsherr und Bürgermeister von Hamburg.

## Herkunft und Familie
Schrötteringk war ein Sohn des Hamburger Ratsherrn Martin Wolder Schrötteringk (1728–1803) aus dessen Ehe mit Anna Christina Sophie Strodt (1733–1814).
Schrötteringk heiratete am 25. April 1806 Amalia Klefeker (1790–1860), Tochter des Kämmereischreibers Hieronymus Klefeker (1757–1819) und hatte mit ihr neun Kinder.

## Leben und Wirken
Nach seiner Schulbildung an der Gelehrtenschule des Johanneums und dem Akademischen Gymnasium in Hamburg, studierte Schrötteringk Jurisprudenz an der Universität Göttingen und schloss sein Studium am 2. Mai 1791 als Doktor der Rechte ab.
Nach seinem Studium wirkte er als Advokat in Hamburg, wurde 1805 Richter am Hamburger Niedergericht und war von 1806 bis 1807 auch Präses des Niedergerichts. Am 9. September 1807 wurde er zum Ratsherrn gewählt.
Während der Hamburger Franzosenzeit verwaltete er bis 1811 die Prätur und wurde dann Richter an dem für Zivil- und Strafrecht zuständigen Tribunal erster Instanz des Departements der Elbmündungen. Nach dem Abzug der Franzosen übernahm Schrötteringk erneut seinen Sitz im Rat und auch die Prätur.
Von 1821 bis 1827 war er, als Nachfolger von Amandus Augustus Abendroth (1767–1842), Amtmann in Ritzebüttel. Hier hatte er 1826 den Ritzebütteler Friedhof sowie eine Gruftanlage für die Amtmänner errichten lassen. Sein Nachfolger als Amtmann Andreas Christian Wolters (1770–1827) blieb jedoch der einzige Amtmann der seine letzte Ruhe in dieser Gruftanlage finden sollte.
1827 nach Hamburg zurückgekehrt, wurde Schrötteringk Weddeherr und Landherr der Walddörfer. 1830 wurde er zweiter Landherr der Geestlande, ältester Landherr wurde Amandus Augustus Abendroth.
Am 12. März 1834 wurde Schrötteringk, als Nachfolger des verstorbenen Johann Arnold Heise (1747–1834), zum Bürgermeister gewählt. Er starb aber bereits im darauffolgenden Jahr an den Folgen eines Schlagflusses. Auf seinen Tod wurde ein Bürgermeisterpfennig geprägt.
Vom ehemaligen Familien-Gewölbegrab befand sich die Verschlussplatte zunächst im Bereich des Grabmal-Freilichtmuseums auf dem Ohlsdorfer Friedhof.

## Werke
- Dissertatio Inauguralis Juridica De Obaerato Tam Naturaliter Quam Civiliter Tali, An Et Quatenus Jure Hamburgensi Valide Contrahere Et In Judicio Agere Possit. Henning Martin Grape, Göttingen 1791, OCLC 634652977.